# Domingo Aguirre
Domingo Aguirre Badiola (Txomin Agirre en euskera) (Ondárroa, 4 de mayo de 1864- Zumaya, 14 de enero de 1920) fue un sacerdote y escritor español en lengua vasca. Sus obras más importantes son la novela histórica Auñemendiko Lorea (La flor del Pirineo, 1898), y las costumbristas Kresala (Agua de mar, 1906), cuyos hechos ocurren en el ambiente del mar, y Garoa (El helecho, 1912), que sucede en el ambiente del caserío. Destaca tanto por su realismo como por su afán moralizador. 

## Trayectoria literaria
Nació en una familia humilde. Tras ordenarse sacerdote, fue capellán de las Carmelitas de la Caridad de Zumaya. Fue amigo del también sacerdote Resurrección María de Azkue, una de las grandes figuras de la recuperación del euskera; gracias a él, Agirre ingresó en la Real Academia de la Lengua Vasca.
Agirre es autor de tres novelas. Auñemendiko Lorea (La flor del Pirineo, en español), publicada en 1898, sigue el modelo de las novelas históricas del Romanticismo: ha sido comparada con la obra de Navarro Villoslada Amaya o los vascos en el siglo VIII. En cambio, sus otras dos novelas se inscriben en la tradición costumbrista, y en alguna ocasión se las ha comparado con las obras de Pereda: describen los modos tradicionales de vida en el País Vasco para, según López Gaseni, "sostener la tesis de que los modos tradicionales de vida en el País Vasco (la pesca, en el primer caso; el pastoreo, en el segundo) son los únicos éticamente posibles)". Esto incluye, como han señalado otros autores, el rechazo del progreso y la industrialización: en palabras de Badiola Rentería y López Sainz, en sus obras "se corre el peligro de perder el alma si se asumen las nuevas formas procedentes de la industrialización". En la novela aparecen todos los lugares comunes del nacionalismo vasco.
Auñamendiko Lorea y Kresala están escritos en dialecto vizcaíno, mientras que Garoa se escribió en dialecto guipuzcoano. Se ha insistido en el hábil manejo del lenguaje popular por parte del autor.

## Legado y homenajes
El 4 de mayo de 1964 se celebró un homenaje organizado por el Ayuntamiento de Zumaya en honor a su figura. Entre otros actos se puso a su nombre la que hasta el momento había sido la calle de El Puerto.
La Real Academia de la Lengua Vasca otorga cada año un premio de novela con el nombre del escritor. 
En su pueblo natal, Ondárroa, una ikastola perteneciente a los Centros Diocesanos lleva su nombre. También existe una asociación que lleva su nombre y en las fiestas ondarresas (15 de agosto) organiza una de las tamborradas.